# Amanda Carter
Pour les articles homonymes, voir Carter.
Amanda Carter, née le 16 juillet 1964, est une joueuse australienne de basket-ball en fauteuil roulant. Diagnostiquée d'une myélite transverse à l'âge de 24 ans, elle commence à jouer au basket-ball en fauteuil roulant en 1991 et fait partie de l'équipe nationale féminine australienne de basket-ball en fauteuil roulant, les Gliders, pendant trois Jeux paralympiques de 1992 à 2000. Une blessure en 2000 la force à se retirer du sport, mais elle revient dans l'équipe nationale en 2009 et est membre de l'équipe qui remporte l'argent aux Jeux paralympiques de Londres en 2012.
En raison de sa blessure de 2000, Carter perd une mobilité considérable de son bras droit et doit subir une reconstruction du coude. Elle passe 11 semaines sur une machine à mouvement passif continu et neuf opérations sont nécessaires pour traiter son coude. Après son retour en 2008, elle joue pour les Dandenong Rangers dans la Ligue nationale australienne de basketball en fauteuil roulant féminin (WNWBL), l'équipe pour laquelle elle avait joué avant sa blessure. Cette année-là, elle reçoit un prix des Dandenong Rangers, étant nommée meilleur joueuse (MVP) dans son classement de handicap à 1 point dans la WNWBL et est nommée au All Star Five de la ligue. Les Rangers remportent deux titres WNWBL consécutifs en 2011 et 2012, et elle est de nouveau nommée WNWBL MVP 1 Pointer et All Star Five de la ligue en 2012.

## Vie privée
Carter est née le 16 juillet 1964 à Heidelberg, Victoria. Elle passe son enfance dans la banlieue de Melbourne, à Heidelberg West et va l'école primaire du village olympique, fréquente des années 7 à 10 la Latrobe High School (en) et des années 11 et 12 le Thornbury High School (en). Elle entre ensuite à l'Université La Trobe, où elle obtient un baccalauréat en sciences appliquées et une maîtrise en ergothérapie. Lorsqu'elle était jeune, elle jouait au netball. En 1989, à l'âge de 24 ans, on lui diagnostique une myélite transverse après une crise de varicelle. Elle travaille comme ergothérapeute et a un fils, Alex.

## Basket-ball en fauteuil roulant
Carter commence à jouer au basketball en fauteuil roulant en 1991 dans le cadre de sa rééducation. Elle est gardienne, et joueuse à 1 point. Avant son accident en 2000, elle était une joueuse à 2 points.
Elle est soutenue par le programme Direct Athlete Support (DAS) de la Commission australienne des sports (en) avec 5 571 $ en 2009/2010, 17 000 $ en 2010/2011 et 2011/2012 et 10 000 $ en 2012/2013. En 2012, elle se forme à Aqualink-Box Hill, au Royal Talbot Rehab Centre de Kew et au YMCA de Kew.

### En équipe nationale
Carter participe pour la première fois à l'équipe nationale féminine australienne de basket-ball en fauteuil roulant, connue sous le nom des Gliders, en 1992, lors d'un tournoi précurseur avant les Jeux paralympiques de Barcelone de 1992, auxquels elle participe également,. Elle fait partie de l'équipe qui remporte une médaille de bronze aux Championnats du monde de 1994. Aux Jeux de 1996, son équipe termine quatrième, perdant contre les États-Unis 41 à 30 dans le match pour la médaille de bronze à l'Omni devant une foule de 5 033 personnes. Carter mène l'Australie en marquant avec 12 points dans ce match.
En 1998, elle remporte une médaille de bronze avec son équipe aux Championnats du monde,. Elle participe à la Gold Cup 1998 à Sydney, où elle est la deuxième meilleure buteuse d'Australie avec 30 points. Au cours de l'année et demie précédant le début des Jeux paralympiques de 2000, elle participe à un certain nombre de séries de tests avec l'équipe, dont une série de cinq en juillet 2000 à Sydney où l'Australie enregistre 2 victoires et 3 défaites. Les deux victoires australiennes sont la première défaite du Canada en dix ans. Elle participe également à cinq séries de tests contre les Pays-Bas, les États-Unis et le Japon, où son équipe remporte tous les matchs de ces séries. Lors de la victoire 52-50 de l'équipe contre le Canada dans l'un de ces matchs, elle marque un double-pas à 16 secondes de la fin du match, ce qui porte le score à 51-50.
Elle remporte une médaille d'argent au sein de son équipe aux Jeux paralympiques en 2000. Elle rate un match de préparation contre l'équipe de l'État de Nouvelle-Galles du Sud avant le début des Jeux de 2000. Carter rate un match d'entraînement que son équipe joue contre l'équipe féminine allemande de basket-ball en fauteuil roulant en raison d'une maladie qu'elle a contractée lors d'un camp d'entraînement d'équipe à l'Australian Institute of Sport qui a lieu une semaine avant le début des Jeux. La moitié de son équipe a des infections respiratoires avant le début des Jeux Paralympiques et n'assiste pas aux cérémonies d'ouverture. Lors des matchs de groupe, elle marque 12 points lors d'une victoire 38-26 contre les Pays-Bas, ce qui représente le plus grand nombre de points qu'elle ait jamais marqué dans un match international. À un moment donné, elle confectionne quatre paniers d’affilée. Son équipe atteint le match pour la médaille d'or après avoir battu le Japon par un score de 45 à 33. Avant le match pour la médaille d'or, Carter rate la séance d'entraînement de la veille et se blesse au coude. Son équipe perd le match contre le Canada devant une foule de 16 389 spectateurs, Carter n'ayant marqué que quatre points en première mi-temps.

Pendant le match, elle est projetée sur le côté droit et son bras droit reste coincé sous son fauteuil roulant, provoquant la rupture d'un tendon de son coude. Tracey Ferguson (en), la joueuse canadienne qui l'a renversée, tente de bloquer la voie aux officiels australiens pour l'aider à se relever. Carter perd une mobilité considérable de son bras droit et doit subir une reconstruction du coude. Elle passe 11 semaines sur une machine à mouvement passif continu pour recevoir un traitement. Neuf opérations sont nécessaires pour traiter sa blessure. Parce qu'elle souffre d'une maladie préexistante, la compagnie d'assurance refuse de payer son traitement, même si elle lui verse 7 500 $ en échange de son engagement à ne pas engager de poursuites judiciaires. Carter exprime beaucoup de colère envers la Canadienne au cours de la première année suivant son accident. En 2004, elle ne parvient toujours pas à plier complètement la main. À la suite de son accident, elle a parfois besoin d'utiliser un fauteuil roulant électrique en raison de la gravité de sa blessure et a besoin de l'aide des soins à domicile du conseil pour nettoyer sa maison. Avant 2000, elle est principalement entraînée par l'entraîneur de l'équipe nationale Peter Corr,,.

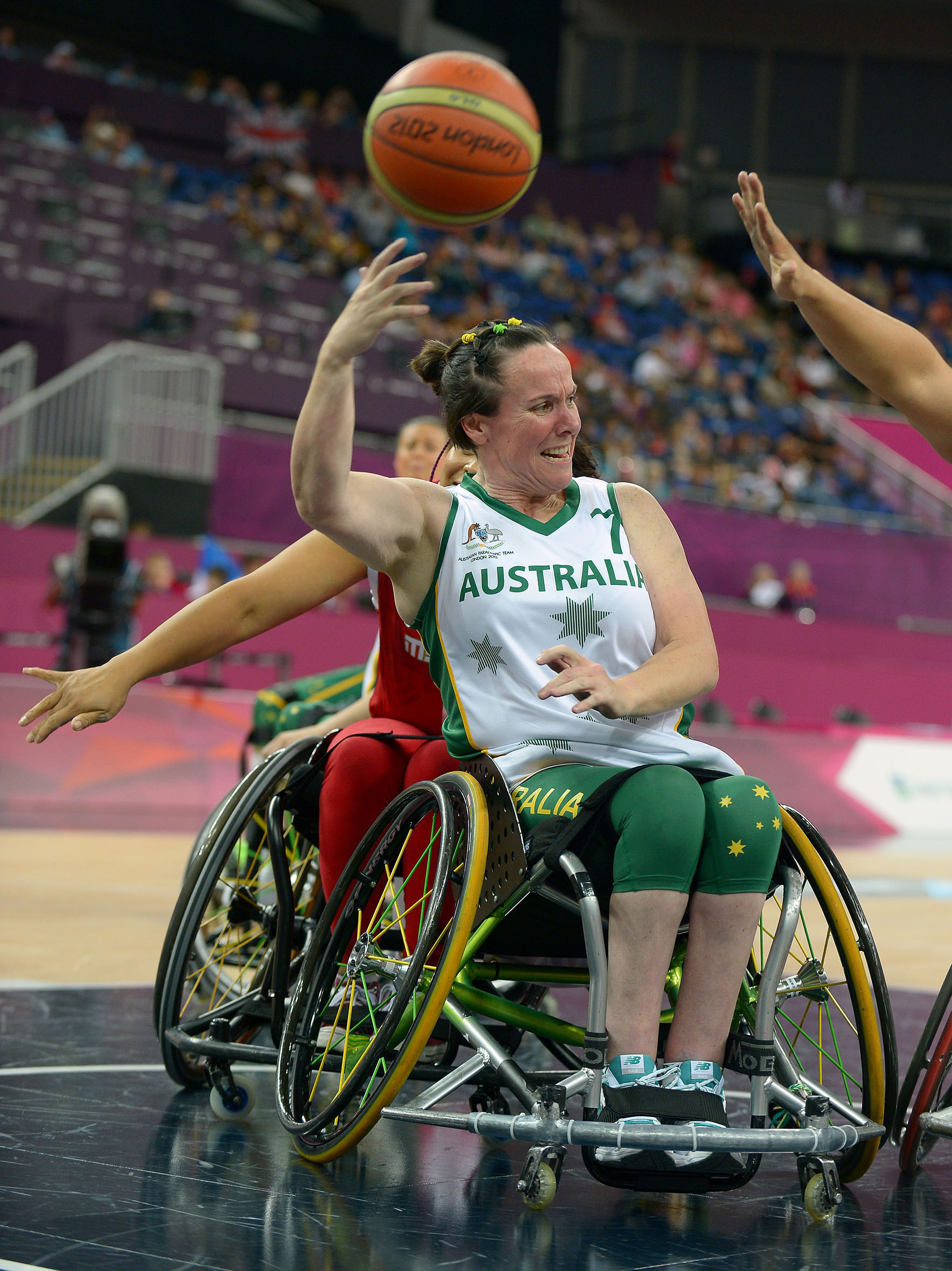
Carter aux Jeux paralympiques de Londres 2012.

Elle est sélectionnée pour jouer dans une série de tests de quatre matchs à Canberra contre l'équipe japonaise de basket-ball en fauteuil roulant organisée en mars 2002, le premier match international accueilli par l'Australie pour l'équipe depuis les Jeux de 2000, et lors de la Coupe du monde de 2002 au Japon, mais ne le fait pas. Elle quitte le sport après avoir appris que ni l'assurance ni le Comité paralympique australien ne la couvriraient contre les blessures lors d'une tournée aux États-Unis, car sa tendinite y est considérée comme une condition préalable non assurée et elle devrait payer les frais de traitement elle-même. Elle arrête alors le basket-ball en fauteuil roulant. Elle a un enfant, ce qui provoque une récidive de sa maladie initiale,.
Elle reprend le basket-ball en fauteuil roulant après avoir vu l'équipe nationale concourir aux Jeux paralympiques en 2008. Cela ravive son intérêt pour la pratique de ce sport en compétition. Elle revient aux Gliders en 2009,. Cette année-là, elle participe à la compétition des Quatre Nations au Canada,, l'une des six joueuses qui jouent pour les Rangers de Dandenong dans la WNWBL. Elle participe également aux Japan Friendly Series,. Elle est sélectionnée pour participer à un camp d'entraînement de l'équipe nationale en 2010. En 2010, elle fait partie de l'équipe médaillée d'or à la Coupe d'Osaka, l'une des six Victoriennes sélectionnées. Lors d'une série amicale contre le Japon en 2012, elle dispute trois matchs, où elle récolte en moyenne 0,7 point par match, 1,0 passe décisive par match et 1,0 rebond par match. Elle dispute quatre matchs lors du Gliders World Challenge 2012, où elle récolte en moyenne 1,5 point par match, 0,5 passe décisive par match et 1,3 rebond par match,. Elle est entraînée par John Triscari en 2012 alors qu'elle est avec l'équipe nationale.
Elle fait partie de l'équipe médaillée d'argent aux Jeux de 2012 à Londres,. Elle est la membre le plus âgé de l'équipe et le seul membre des Gliders à avoir participé aux Jeux paralympiques de 1992, 1996 ou 2000. Elle joue dans le premier match contre le Brésil, dans lequel l'équipe australienne gagne 52-50, mais rate les deuxième et troisième matches, retournant sur le terrain pour la victoire de son équipe en quart de finale 62-37 contre Mexique, dans lequel elle joue 18 minutes 38 secondes et marque 5 points. Elle ne dispute ni la demi-finale contre les États-Unis, remportée par l'Australie, ni le match pour la médaille d'or contre l'Allemagne, que son équipe perd.

### En club
En 2000, elle joue pour les Whittlesea City Pacers dans la Ligue nationale de basketball en fauteuil roulant. Elle joue pour Victoria lors de la première édition de la Ligue nationale féminine de basketball en fauteuil roulant (WNWBL) en 2000, lorsqu'elles terminent premières de la finale après avoir battu les Hills Hornets 51-50. À la mi-temps, son équipe gagne par 10 points, Carter étant l'une des principales raisons.
De 2008 à 2012, elle joue pour les Dandenong Rangers dans la WNWBL, l'équipe pour laquelle elle a joué avant sa blessure,. Cette année-là, elle reçoit un prix des Dandenong Rangers et est nommée meilleur joueuse (MVP) dans son classement de handicap à 1 point dans la WNWBL et est nommée au All Star Five de la ligue. En 2009, elle dispute 17 matchs avec les Rangers, où elle récolte en moyenne 5,1 points par match,. Elle réalise en moyenne 2,4 passes décisives et 3,5 rebonds par match cette année-là. En 2010, elle joue 4 matchs et récolte en moyenne 3,0 points par match. Elle réalise en moyenne 0,3 passe décisive et 3,0 rebonds par match cette année-là. En 2011, elle dispute 18 matchs où elle récolte en moyenne 4,7 points par match. Elle réalise en moyenne 1,3 passe décisive et 2,1 rebonds par match cette année-là. Les Rangers remportent des titres WNWBL consécutifs en 2011 et 2012,. En 2012, elle est de nouveau nommée WNWBL MVP 1 point et All Star Five de la ligue. Elle dispute 13 matchs cette saison-là, avec une moyenne de 4,5 points, 1,5 passe décisive et 2,8 rebonds par match.

## Statistiques
| Compétition | Saison | M  | FGM–A  | FG%  | 3PM–A | 3P% | FTM–A | FT%  | TOT | AST | PTS |
| ----------- | ------ | -- | ------ | ---- | ----- | --- | ----- | ---- | --- | --- | --- |
| WNWBL       | 2009   | 17 | 38–117 | 32.5 | 1     | 0.0 | 10–21 | 47.6 | 3.5 | 2.4 | 5.1 |
| WNWBL       | 2010   | 4  | 6–13   | 46.2 | 0     | 0.0 | 0–0   | 0.0  | 3.0 | 0.3 | 3.0 |
| WNWBL       | 2011   | 18 | 42–81  | 51.9 | 0     | 0.0 | 1–3   | 33.3 | 2.1 | 1.3 | 4.7 |
| WNWBL       | 2012   | 13 | 29–63  | 46.0 | 0     | 0.0 | 0–0   | 0.0  | 2.8 | 1.5 | 4.5 |

| FGM, FGA, FG% : field goals réalisés, essayés et pourcentage.   | 3FGM, 3FGA, 3FG% : paniers à trois points réalisés, essayés et pourcentage. |
| FTM, FTA, FT% : lancers franc réalisés, essayés et pourcentage. | PF : faute personnelle                                                      |
| Pts, PTS : points, moyenne par match                            | TOT: turnovers moyenne par match, AST : passe décisive moyenne par match    |